# Academiuta di lenga furlana

L'Academiuta di lenga furlana est un institut de langue et de poésie frioulane fondée le 18 février 1945 par Pier Paolo Pasolini, à Casarsa. Il rassemblait un groupe de poetae novi décidés à créer un félibrisme régional.